# Schenkia parallela
Schenkia parallela är en stekelart som beskrevs av Henry Keith Townes, Jr. och Gupta 1962. Schenkia parallela ingår i släktet Schenkia och familjen brokparasitsteklar. Utöver nominatformen finns också underarten S. p. evittata.